# Innesto Z-mount
L'innesto Nikon Z, o baionetta Z-Mount, è un tipo di innesto a baionetta per obbiettivi intercambiabili sviluppato da Nikon per le proprie fotocamere mirrorless della serie Z (simbolizzata come {\displaystyle \mathbb {Z} }).
Introdotto nel 2018, come la baionetta per ottiche pieno formato (35mm) con il diametro maggiore e con il tiraggio minore in commercio. Questa nuova baionetta permette di adattare praticamente qualsiasi ottica per pieno formato o 35mm realizzata nella storia e di realizzare obiettivi appositi con elevata luminosità.
Le prime fotocamere con questa baionetta sono state presentate il 23 agosto 2018 e sono la Z6 e la Z7, seguite l'anno successivo dalla Z50 che però, a differenza delle due sorelle maggiori, ha un sensore di formato APS-C. La linea APS-C è stata ampliata nel luglio del 2021, con l'introduzione della Nikon Z fc in stile retrò, e, nell'ottobre 2021, Nikon ha presentato la Nikon Z9, che succede effettivamente alla reflex digitale D6, ammiraglia del marchio.
Assieme alla presentazione delle due fotocamere di tipo mirrorless EVIL, la Z6 e la Z7, Nikon ha presentato 3 ottiche progettate per la nuova baionetta: uno zoom 24-70mm f/4, che è anche l'ottica che è stata venduta in bundle con la fotocamera, e due ottiche a focale fissa: un 35mm f/1.8 e un 50mm f/1.8.
Nikon quando venne presentato l'attacco Z pubblicò una roadmap che descriveva gli obiettivi che sarebbero stati rilasciati. La roadmap è stata aggiornata più volte. A partire da ottobre 2021 la versione attuale della roadmap indica otto obiettivi che saranno rilasciati fino al 2023.
Nel 2019 sono stati presentati tre zoom: 14-30mm f/4 e 24-70mm f/2.8 nel secondo trimestre e 70-200mm f/2.8 nel quarto trimestre.
Tramite un adattatore prodotto dalla stessa Nikon, è possibile montare tutti gli obiettivi col classico attacco Nikon F, mantenendone gli automatismi. L'FTZ permette agli obiettivi AF-S, AF-P e AF-I di mettere a fuoco automaticamente sulle fotocamere Z-Mount. I vecchi obiettivi AF e AF-D non mettono a fuoco con l'adattatore FTZ, ma mantengono la misurazione dell'esposizione e i dati EXIF.
Come lo storico attacco F sopracitato, gli obiettivi si agganciano con una rotazione antioraria anziché oraria (dal punto di vista di un osservatore posto di fronte alla fotocamera).
Il diametro di 55 mm del Nikon Z-mount lo rende il più grande attacco per obiettivi full-frame. È molto più grande dell'attacco F, dell'attacco Sony E usato sulle fotocamere mirrorless Sony, ed è leggermente più grande dei due attacchi Canon EF e Canon RF i quali hanno un diametro di 54mm. È anche leggermente più grande del Leica L-Mount che ha un diametro di 51,6 mm. Lo Z-Mount ha anche un tiraggio molto corto, di 16 mm, che è più corto di tutti gli innesti sopra citati.
L'introduzione dell'attacco Z ha anche visto la reintroduzione del marchio Noct, usato per indicare l'obiettivo 58 mm f/0.95 S Noct con un'apertura massima ultra-veloce.

## Fotocamere Z-Mount
| Nome         | Anno di uscita | Dimensione sensore                   | Risoluzione | Slot memoria primario  | Slot memoria secondario | IBIS          | Frequenza fotogrammi RAW              | Frequenza fotogrammi JPEG       | Registrazione video | Registrazione video        | Registrazione video | Registrazione video | Registrazione video | Registrazione video       | Tempo massimo registrazione video |
| Nome         | Anno di uscita | Dimensione sensore                   | Risoluzione | Slot memoria primario  | Slot memoria secondario | IBIS          | Frequenza fotogrammi RAW              | Frequenza fotogrammi JPEG       | 1080p               | 4K                         | 6K                  | 8K                  | 10-bit              | 12-bit                    | Tempo massimo registrazione video |
| ------------ | -------------- | ------------------------------------ | ----------- | ---------------------- | ----------------------- | ------------- | ------------------------------------- | ------------------------------- | ------------------- | -------------------------- | ------------------- | ------------------- | ------------------- | ------------------------- | --------------------------------- |
| Nikon Z30    | 2022           | APS-C (DX)                           | 20,9 MP     | SD                     | No                      | No            | 11 fps                                |                                 | 120 fps             | 30 fps                     | No                  | No                  | No                  | No                        | 125 minuti                        |
| Nikon Z50    | 2019           | APS-C (DX)                           | 20,9 MP     | SD                     | No                      | No            | 11 fps                                |                                 | 120 fps             | 30 fps                     | No                  | No                  | No                  | No                        | 30 minuti                         |
| Nikon Z fc   | 2021           | APS-C (DX)                           | 20,9 MP     | SD                     | No                      | No            | 11 fps                                |                                 | 120 fps             | 30 fps                     | No                  | No                  | No                  | No                        | 30 minuti                         |
| Nikon Z5     | 2020           | Full frame (FX)                      | 24,3 MP     | SD                     | SD                      | Si            | 4,5 fps                               |                                 | 60 fps              | 30 fps, crop 1.7x          | No                  | No                  | No                  | No                        | 30 minuti                         |
| Nikon Z6     | 2018           | Full frame (FX)                      | 24,5 MP     | XQD/CFexpress (tipo B) | No                      | Si            | 12 fps                                |                                 | 120 fps             | 30 fps                     | No                  | No                  | Esterno             | Aggiornamento a pagamento | 30 minuti                         |
| Nikon Z6 II  | 2020           | Full frame (FX)                      | 24,5 MP     | XQD/CFexpress (tipo B) | SD                      | Si            | 14 fps                                |                                 | 120 fps             | 30 fps 60 fps (crop 1.5x)  | No                  | No                  | Esterno             | Aggiornamento a pagamento | 30 minuti                         |
| Nikon Z6 III | 2024           | Full frame (FX) Parzialmente Stacked | 24,5 MP     | XQD/CFexpress (tipo B) | SD                      | Si Synchro VR | 14 fps meccanico / 20 fps elettronico | 60 fps 120 fps con crop (10 MP) | 240 fps             | 60 fps 120 fps (1.5x crop) | 60 fps              | No                  | Si                  | Si                        | 125 minuti                        |
| Nikon Zf     | 2023           | Full frame (FX)                      | 24,5 MP     | SD                     | MicroSD                 | Si Synchro VR | 14 fps                                |                                 | 120 fps             | 30 fps 60 fps (1.5x crop)  | No                  | No                  | Si                  | No                        | 125 minuti                        |
| Nikon Z7     | 2018           | Full frame (FX)                      | 45,7 MP     | XQD/CFexpress (tipo B) | No                      | Si            | 9 fps                                 |                                 |                     | 30 fps                     | No                  | No                  | Esterno             | Aggiornamento a pagamento | 30 minuti                         |
| Nikon Z7 II  | 2020           | Full frame (FX)                      | 45,7 MP     | XQD/CFexpress (tipo B) | SD                      | Si            | 10 fps                                |                                 |                     | 30 fps 60 fps (crop 1.08x) | No                  | No                  | Esterno             | Aggiornamento a pagamento | 30 minuti                         |
| Nikon Z8     | 2023           | Full frame (FX) Stacked              | 45,7 MP     | XQD/CFexpress (tipo B) | SD                      | Si Synchro VR | 20 fps (RAW)                          | 30 fps 120 fps con crop (11 MP) | 120 fps             | 120 fps Crop 2.x opzionale | No                  | 60 fps              | Si                  | Si                        | 125 minuti                        |
| Nikon Z9     | 2021           | Full frame (FX) Stacked              | 45,7 MP     | XQD/CFexpress (tipo B) | XQD/CFexpress (tipo B)  | Si Synchro VR | 20 fps (RAW)                          | 30 fps 120 fps con crop (11 MP) | 120 fps             | 120 fps Crop 2.x opzionale | No                  | 60 fps              | Si                  | Aggiornamento             | 125 minuti                        |

- I frame rate video supportati sono: 24/25/30 fps quando sono supportati fino a 30 fps, mentre le telecamere che supportano fino a 60 fps supportano anche la registrazione a 50 fps. Le telecamere che supportano fino a 120 fps supportano anche la registrazione a 100 fps. Le videocamere che supportano la registrazione a 100/120 fps possono anche registrare direttamente in slow motion x4/x5 (puntando ai frame rate video 24/25/30 fps), il che significa che la riproduzione del file video risultante è già in slow motion, senza bisogno di editing.
- La registrazione esterna a 10-bit può opzionalmente utilizzare N-Log, un profilo per la registrazione video. La Z6II e la Z7II supportano anche la registrazione esterna di video a 10-bit hybrid log gamma (HLG).
- Per la serie Z 6/7, l'aggiornamento extra-costo a 12 bit consente la registrazione esterna di ProRes RAW a 12 bit.[17] Il filmato risultante ha una maggiore gamma dinamica rispetto ai filmati a 8 o 10 bit. Tuttavia la videocamera utilizza il pixel skipping (che è necessario poiché ProRes RAW memorizza direttamente i dati del sensore non debatterizzati) risultando in un'immagine un po' più morbida con più rumore e una più frequente comparsa di motivi moiré rispetto alle modalità di downsampling a 8 e 10 bit.

## Lenti Z-Mount

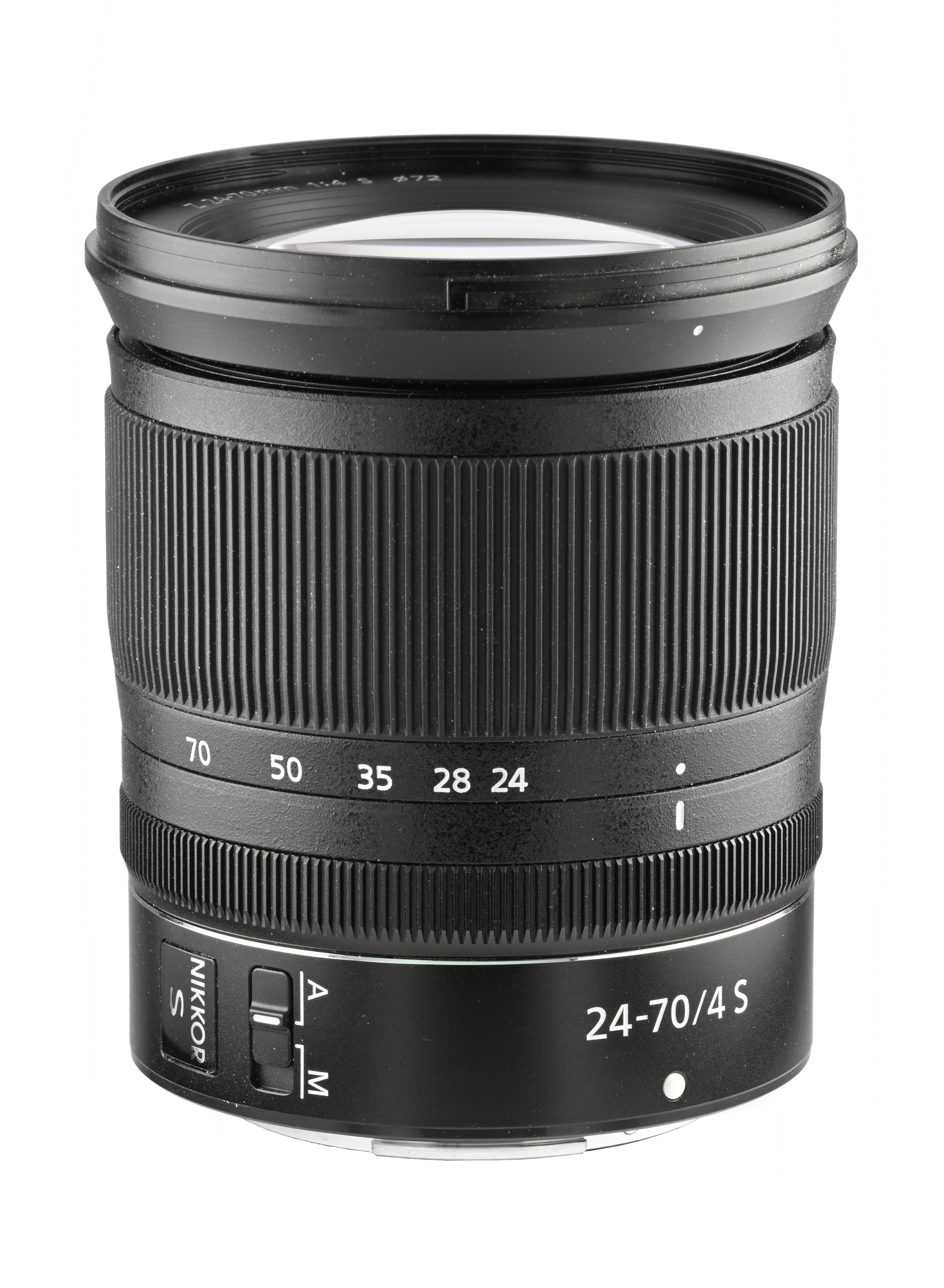
Obiettivo Nikkor Z 24-70 f/4 S

Nikon usa queste denominazioni nei nomi dei loro obiettivi Z-mount:
- S-Line — Lenti di fascia alta.[18]
- DX — L'obiettivo copre solo il cerchio dell'immagine DX. Le fotocamere FX passeranno alla modalità crop DX.
- MC — Obiettivi macro con ingrandimento 1:1.
- SE — Lenti con un design che si abbina alla fotocamera Nikon Z fc.
- VR — Riduzione delle vibrazioni. Utilizza un gruppo ottico mobile per ridurre gli effetti fotografici delle vibrazioni della fotocamera.

### Obiettivi fissi

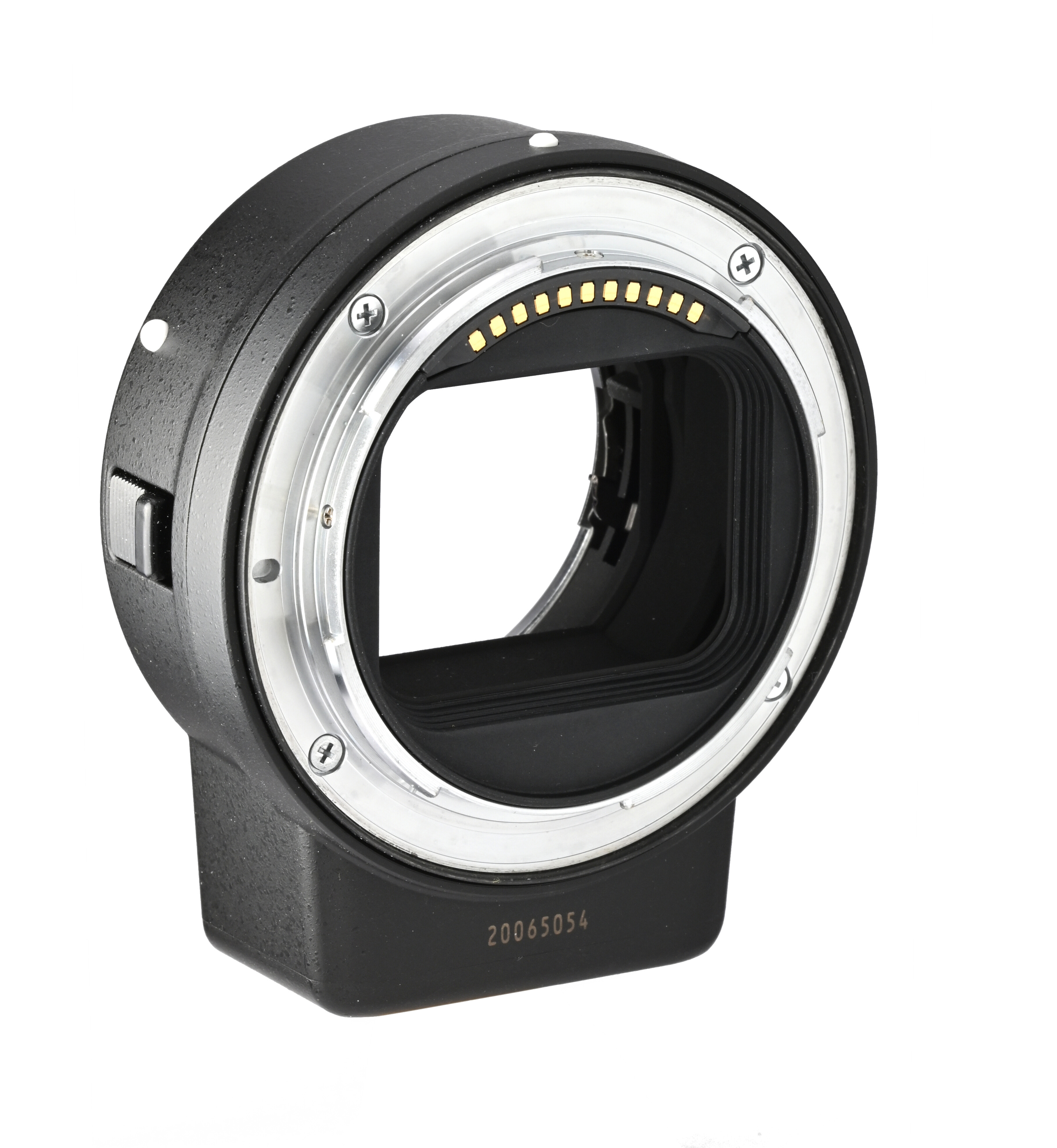
Z-mount su un adattatore Nikon FTZ

- Nikkor Z 20 mm f/1.8 S
- Nikkor Z 24 mm f/1.8 S
- Nikkor Z 28 mm f/2.8 SE
- Nikkor Z 28 mm f/2.8
- Nikkor Z 35 mm f/1.8 S
- Nikkor Z 40 mm f/2
- Nikkor Z 50 mm f/1.8 S
- Nikkor Z MC 50 mm f/2.8 macro
- Nikkor Z 50 mm f/1.2 S
- Nikkor Z 58 mm f/0.95 S NOCT (fuoco manuale)
- Nikkor Z 85 mm f/1.8 S
- Nikkor Z MC 105 mm f/2.8 VR S macro
- Nikkor Z 400 mm f/2.8 TC VR S

### Obiettivi zoom
- Nikkor Z 14–24 mm f/2.8 S
- Nikkor Z 14–30 mm f/4 S
- Nikkor Z 24–50 mm f/4-6.3
- Nikkor Z 24–70 mm f/2.8 S
- Nikkor Z 24–70 mm f/4 S
- Nikkor Z 24–120 mm f/4 S
- Nikkor Z 24–200 mm f/4-6.3 VR
- Nikkor Z 28–75 mm f/2.8
- Nikkor Z 70–200 mm f/2.8 VR S
- Nikkor Z 100–400 mm f/4.5-5.6 VR S

### Obiettivi DX

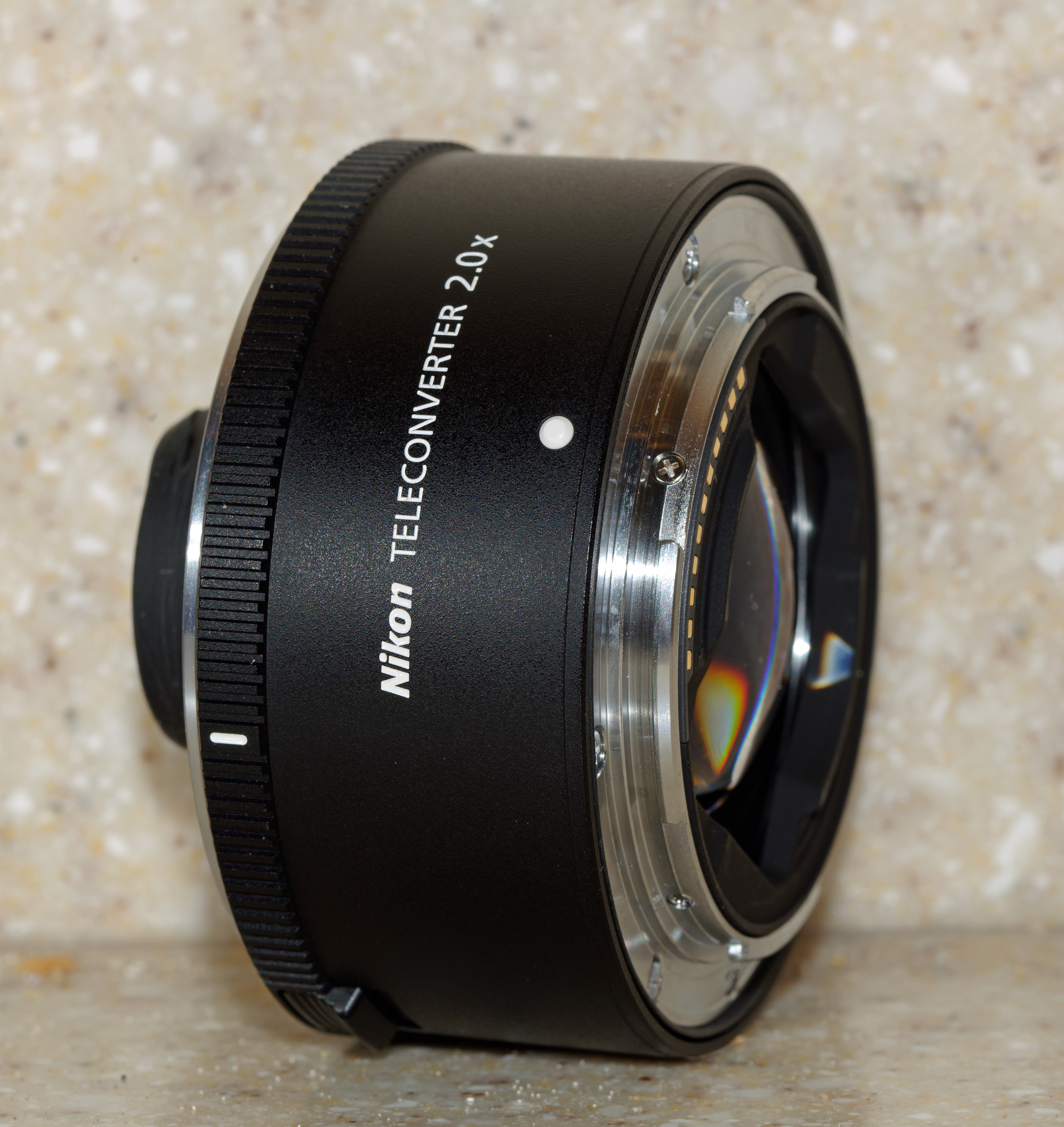
TC-2.0x teleconverter

- Nikkor Z DX 16–50 mm f/3.5-6.3 VR
- Nikkor Z DX 18–140 mm f/3.5-6.3 VR
- Nikkor Z DX 50–250 mm f/4.5-6.3 VR

### Moltiplicatori di focale
- Nikon Z TC-1.4x
- Nikon Z TC-2.0x

I moltiplicatori di focale Nikon sono compatibili solo con il Nikon 70-200/2.8 VR S e il Nikon 100-400/4.5-5.6 VR S. Non possono essere usati insieme all'adattatore FTZ. I moltiplicatori di focale con attacco Z non possono essere montati uno sull'altro.

### Adattatori baionetta
- Nikon FTZ: L'FTZ supporta gli obiettivi F-mount sulle fotocamere Z-mount. Misurazione del esposizione, IBIS e metadati EXIF sono supportati con qualsiasi obiettivo F-mount, compresi gli obiettivi manuali, mentre l'autofocus è supportato solo con gli obiettivi AF-I, AF-S e AF-P. La velocità variabile dell'autofocus per le riprese video è supportata solo con gli obiettivi AF-P e alcuni obiettivi AF-S. L'FTZ aggiunge 30,5 mm alla lunghezza dell'obiettivo collegato, che è la differenza nella distanza del tiraggio tra il Nikon F-mount (46,5 mm) e lo Z-mount (16 mm).
- Nikon FTZ II: Stesse prestazioni e caratteristiche dell'FTZ, ma senza il piede per treppiede integrato per facilitare la ripresa verticale con la Nikon Z 9.[21][22]

Nikon specifica la compatibilità degli obiettivi come nella seguente tabella. I moltiplicatori di focale F-Mount possono essere usati su obiettivi compatibili, ma i teleconvertitori Z-Mount non possono essere usati insieme all'FTZ.
| Tipo di obiettivo | Tipo di obiettivo               | Fuoco                                                    | Modalità di esposizione                                                                            | Modalità misurazione esposizione                                                          | IBIS (Stabilizzazione)                                                      | Metadati EXIF                                                               |
| ----------------- | ------------------------------- | -------------------------------------------------------- | -------------------------------------------------------------------------------------------------- | ----------------------------------------------------------------------------------------- | --------------------------------------------------------------------------- | --------------------------------------------------------------------------- |
| Autofocus         | AF-P AF-S AF-I                  | Autofocus                                                | Tutte le modalità (priorità dell'otturatore, priorità dell'apertura, modalità manuale e programma) | Tutte le modalità (matrice, ponderata al centro, spot e misurazione ponderata delle luci) | Si                                                                          | Si                                                                          |
| Autofocus         | AF-G AF-D (azionamento a vite)  | Messa a fuoco manuale (con conferma della messa a fuoco) | Tutte le modalità (priorità dell'otturatore, priorità dell'apertura, modalità manuale e programma) | Tutte le modalità (matrice, ponderata al centro, spot e misurazione ponderata delle luci) | Si                                                                          | Si                                                                          |
| Autofocus         | AF (azionamento a vite)         | Messa a fuoco manuale (con focus peaking)                | Tutte le modalità (priorità dell'otturatore, priorità dell'apertura, modalità manuale e programma) | Tutte le modalità (matrice, ponderata al centro, spot e misurazione ponderata delle luci) | Si                                                                          | Si                                                                          |
| Fuoco Manuale     | PC-E                            | Messa a fuoco manuale (con focus peaking)                | Tutte le modalità                                                                                  | Tutte le modalità                                                                         | Si                                                                          | Si                                                                          |
| Fuoco Manuale     | PC                              | Messa a fuoco manuale (con focus peaking)                | Priorità di apertura e manuale                                                                     | Tutte le modalità                                                                         | Si                                                                          | Si                                                                          |
| Fuoco Manuale     | AI-P                            | Messa a fuoco manuale (con focus peaking)                | Tutte le modalità                                                                                  | Tutte le modalità                                                                         | Si                                                                          | Si                                                                          |
| Fuoco Manuale     | AI (nessun contatto con la CPU) | Messa a fuoco manuale (con focus peaking)                | Priorità di apertura e manuale                                                                     | Nessuna misurazione ponderata delle alte luci                                             | La lunghezza focale e l'apertura massima devono essere inserite manualmente | La lunghezza focale e l'apertura massima devono essere inserite manualmente |
| Fuoco Manuale     | Pre-AI                          | Non supportato.                                          | Non supportato.                                                                                    | Non supportato.                                                                           | Non supportato.                                                             | Non supportato.                                                             |

### Obiettivi e adattatori di terze parti
Numerosi produttori offrono obiettivi puramente manuali e adattatori per l'innesto Z. Questi non si interfacciano elettronicamente alla fotocamera e non supportano l'autofocus o il controllo automatico dell'apertura. Alcuni produttori offrono obiettivi e adattatori con funzionalità elettroniche complete (autofocus, controllo automatico del diaframma, metadati EXIF). Gli obiettivi e gli adattatori di terze parti spesso si basano sul reverse engineering del protocollo elettronico dell'attacco dell'obiettivo e potrebbero non funzionare correttamente su nuove fotocamere o versioni del firmware.

#### Lenti autofocus
- Viltrox AF 24/1.8 Z[26]
- Viltrox AF 35/1.8 Z[27]
- Viltrox AF 85/1.8 Z[28]
- Viltrox AF 23/1.4 Z (DX)
- Viltrox AF 33/1.4 Z (DX)
- Viltrox AF 56/1.4 Z (DX)[29][30]

#### Adattatori autofocus
- Per gli obiettivi Canon EF
  - L'adattatore Fringer EF-NZ fornisce una completa integrazione elettronica (autofocus, stabilizzazione dell'immagine, controllo dell'apertura).[31]
  - Il Techart TZC-01 fornisce una completa integrazione elettronica.[32]
- Per gli obiettivi Contax G
  - Il Techart TZG-01 adatta gli obiettivi Contax G con autofocus meccanico a Nikon Z.[33]
- Per gli obiettivi con attacco Leica M
  - Il Megadap MTZ11 contiene un elicoide di messa a fuoco con 6,5 mm di estensione che viene utilizzato per l'autofocus. Questa gamma è sufficiente a coprire l'intera gamma di messa a fuoco degli obiettivi fino a circa 50 mm di lunghezza focale.[34]
  - Il Techart TZM-01 è simile al Megadap MTZ11 e permette l'autofocus con gli obiettivi M-Mount.[35]
  - Il Fotodiox LM-NKZ-PRN è un altro adattatore autofocus da Leica M a Z.[36]
- Per gli obiettivi Sony E-mount
  - Il Techart TZE-01/TZE-02 permette di montare obiettivi Sony E-mount su fotocamere Z-mount con piena integrazione elettronica. Questo adattatore non può essere montato sullo Z 50 o sullo Z fc.[37]
  - Il Megadap ETZ11 è simile al Techart TZE-01/02 e adatta gli obiettivi con supporto per l'autofocus e la stabilizzazione dell'immagine. A differenza dell'adattatore Techart, l'ETZ11 può essere montato sullo Z 50 e sullo Z fc.[38]